# مایکل استیونس
مایکل استیونس زاده ۲۳ ژانویهٔ ۱۹۸۶ یک آموزگار، کمدین، سخنران، هنرمند، و تدوین‌گر آمریکایی است که به علت تولید و میزبانی ویدئوهای آموزشی خود در کانال یوتیوب خود به نام ویساس شناخته می‌شود. کانال وی در آغاز، بازی‌های ویدئویی را منتشر می‌ساخت.
با بیش از ۱۲ میلیون مشترک و ۱٫۲ میلیارد نمایش برای کانال ویساس، مایکل استیونس، به یکی از موفق‌ترین دارندگان کانال در یوتیوب شناخته می‌شود. همچنین او به عنوان یک چهره برجسته در زمینهٔ نشر علوم و آموزش از طریق اینترنت شناخته می‌شود.

## زندگی شخصی
استیونس در سال ۲۰۱۲ به لندن در انگلستان کوچ کرد. او پس از ازدواج با همسر خود "مارین" در سال ۲۰۱۶ با به آمریکا بازگشت. هم‌اکنون مایکل استیونس همراه با جیک روپر میزبان ویساس ۳ ساکن لس آنجلس است.